# Фрања Шистек
Фрања Шистек (češ. František Šistek, 1854 — 1907) био је рудар, инжењер рударства, проналазач и први директор Борских рудника.

## Биографија
Рођен је 1854. године у Плзењу, највећем граду у западној Чешкој, познатом по развијеној машинској индустрији и индустрији гвожђа, челика, нафте и угља.
Из родне Чешке, која је у то време била под Аустроугарском, дошао је осамдесетих година 19. века у малу, сиромашну, ратовањем исцрпљену и беспутну Србију.
Након добијене независности на Берлинском конгресу 1878. године, у аграрној Србији оснивају се прва индустријска предузећа. За развој индустрије био је потребан угаљ, те се интересовање јавило најпре за руднике угља и то углавном код страних улагача. Зато су прва рударска права у Србији дата странцима за угљенокопе.
Како је Вајферту био потребан угаљ за сопствена предузећа, првенствено за пиваре у Београду и Панчеву. Већ тада био је познат у Србији као велеиндустријалац, чија је крилатица била: „Моје дете је српска индустрија”, како је забележио Феликс Каниц.
На позив Ђорђа Вајферта, који је био власник повластице рудник угља у Костолцу, Фрања Шистек осамдесетих година 19. века долази у Србију.
Његово име уписано је у историју Бора и борског рударства.

## Каријера
Руководио је експлоатацијом угљенокопа у Костолцу и врло брзо показао стручност и смисао за добру организацију у послу. Захваљујући њему, костолачки рудник убрзо је постао најбоље уређен рудник угља у Србији. Захвањујући стручности Шистека, рудник је добио најмодернију радничку колонију, стручног управника, рачуновођу, надзорника и 44 радника.
За свој рад у Костолцу Шистек је добио одликовање, Орден Таковског крста, као награду државе за развој рударства у Србији.
Када крајем деведесетих година Ђорђе Вајферт одлучује да почне са истражним радовима у источном делу Србије, Шистек напушта Костолац и одлази у Глоговицу, где се налазила хемијска лабораторија за испитивање узорака руде у овом подручју. То су били рудници „Света Ана” и рудник у Доњој Белој Реци „Свети Игњат”. Све рударске послове у овом делу Србије Вајферт је поверио Шистеку.
Под његовим техничким руковођењем били су и радови у селу које је лежало на обалама Борске реке. Својим истраживачима трудио се да открије примарна лежишта и златоносне жице са којих је речни ток спирао и односио зрнца злата. Тако почињу истраживања на овом локалитету.
Радови на истраживању почели су 1898. године под сталним надзором инжењера Јарослава Кучера, у кога је Шистек имао пуно поверење као истраживача, пријатеља и мужа своје сестре. Брзо је установљено да је на Црвеној стени (Тилва рош) било ранијег рударења. Пронашао је старе истражне радове, делове рударског алата, остаке ранијих грађевина и античког гробља који су били доказ старог насеља, преантичког, античког и римског трагања за златом.
Четири године, све до 1902. радио је на истраживању на Црвеној стени уверен да је близу златној жици. Резултати истраживања показали су да је рудник сиромашан рудом злата. Садржао је свега од 0,5 до 3,0 грама злата по тони кварца. Иако разочаран, наставио је са ископавањем и с десне стране Борске реке испод Дулканове чуке тражећи злато. У поткопу на рудном телу Чока Дулкан, на око 120. метру испод земље, октобра 1902. године пронађено је „црвено злато” – богато налазиште бакра.
Изабран је за директора рудника, проширио експлоатацију и повећао обим рада у веома тешким условима.

## Доприноси
Најпре се изградио објекат „отварања” рудног тела „Чока Дулкан”, који је служио за извоз руде и сервисирање. Првих година већина Шистекових рудара из рудника Русман прешли су у Бор-село. Запослио је много нових радника. Радно време је било десеточасовно.
Према подацима, 1904. године ископано око 5,5 хиљада тона руде са просечним садржајем бакра око 9% . Већ наредне године, 180 радника је ископало дупло више руде, 12 хиљада тона. Ипак, Фрања Шистек није се бавио цифрама које су се пратиле у Паризу, где се водило финансијско пословање.
Решавао је практичне проблеме који су се тицали производње, организације, услова рада и обуке радника. Показао је да је способан у техничком руковођењу рудником, вешт у опхођењу према људима са којима је радио, како са домаћим тако и са станим радницима.
Због своје једноставне људске природе без имало надмености и презира, однос према радницима био је отворен и праведан, понекад чак и заштитнички јер је био знатно старији од радника који су радили у руднику. Обзиром да је био странац, трудио се да се његово туђинство што мање истиче.
Школа и црква као основа и услов духовног и културног развоја сваког друштва, биле су, према Шистековом мишљењу, неопходне борској сиромашној и непросвећеној средини. Захваљујући њему, Управа рудника је помогла изградњу школе, новчано и потребним грађевинским материјалом.
Изградња школе започета је половином 1904. године, а завршена је у лето 1905. године. Добила име „Краљ Петар”. Како би му се одужили, мештани школског одбора, упутили су предлог „окружном начелнику и министру просвете и црквених дела да се Фрања Шистек, директор борског рудника „Св. Ђорђе” одликује за труд око подизања нове школске зграде у Бору”.

Како су се у Паризу водиле финансије, доносили планови и писали извештаји о производњи, а у Бору се производило, спона између Париза и Бор-села био је Фрања Шистек. Његова одговорност према људима који су га плаћали огледала се у професионалном односу према раду, извршењу планова и спровођењу одлука. Радио је за плату као и остали радници и није био богат човек.
Као образован човек, Шистек је умео да препозна историјску и културну вредност делова алата и посуђа, те су пронађени предмети са пажњом издвојени да би их Ђорђе Вајферт поклонио београдском Народном музеју.

## Последњи дани
До својих последњих дана живота, радио је и руководио рудником.
Умро је изненада од срчаног напада у својој 53. години.
Обучен у свечано рударско одело, са рударским обележјима, и положен у бакарни ковчег.
Сахрањен је на старом борском гробљу 17. маја 1907. године. Сахрани је присуствовао број радника и сељака из Бора и околних села.
Вест о његовој смрти објавили су Рударски гласник и београдске Вечерње новости.

## Знаменитости
На једном од кружних токова у Бору, постављен је споменик Фрањи Шистеку.
Једна од улица носи име Инжењера Шистека.

## Спољашне везе
- ...инжењер Фрања Шистек, једини човек који је успео да укроти хомољске хајдуке. "Време", 27. јул 1938